# Kelly Catlin
Pour les articles homonymes, voir Catlin.
Kelly Catlin est une coureuse cycliste américaine, née le 3 novembre 1995 à Saint Paul (Minnesota) et morte le 7 mars 2019 à Stanford en Californie. Durant sa carrière, elle pratique le cyclisme sur route et sur piste. C'est sur la piste qu'elle obtient ses principaux succès : elle a notamment remporté les médailles d'or en poursuite par équipes aux mondiaux 2016, 2017 et 2018. Elle a également remporté une médaille d'argent sur la même épreuve aux Jeux olympiques d'été de 2016.

## Carrière
Kelly Catlin est née à Saint Paul, dans le Minnesota. Elle est issue d'une fratrie de triplés, avec un frère et une sœur,. Elle obtient un diplôme en mathématiques et en chinois de l'université du Minnesota et a étudié à l'université Stanford pour obtenir un diplôme de deuxième cycle en ingénierie informatique et mathématique,,. En plus de sa carrière de cycliste sur route professionnelle, elle est une artiste et une violoniste,,.
Elle commence le cyclisme à l'âge de 17 ans. 
Spécialiste des épreuves d'endurance sur piste, elle participe aux mondiaux sur piste à trois reprises, pour autant de titre. Elle est championne du monde de poursuite par équipes en 2016, 2017 et 2018. Elle a également remporté une médaille d'argent en poursuite par équipes aux Jeux olympiques d'été de 2016. Sur route, elle obtient la médaille d'or du contre-la-montre aux Jeux panaméricains de 2015. Elle rejoint l'équipe Rally en 2017.
Elle est victime de deux accidents fin 2018. En février 2019, elle publie sur le site Velo News une tribune dans laquelle elle décrit le poids constant de sa triple vie d'étudiante, de cycliste sur piste et de cycliste sur route, comparant ses multiples activités à « jongler avec des couteaux. J’en lâche beaucoup. C’est juste que la plupart d’entre eux se sont plantés dans le sol et non dans mon corps. »,. 
Elle met fin à ses jours le 7 mars 2019 à l'université Stanford après une dépression,,,,,. Selon sa sœur, elle s'est suicidée des mois après avoir subi une commotion cérébrale,,. L'université a publié une déclaration affirmant que la colocataire de Catlin l'avait retrouvée morte dans sa résidence sur le campus sans aucun signe d'acte criminel. Après son décès, sa famille a fait don de son cerveau à l'Université de Boston pour poursuivre ses recherches sur les commotions cérébrales,.

## Palmarès sur piste

### Jeux olympiques
- Rio 2016
  -  Médaillée d'argent de la poursuite par équipes

### Championnats du monde
| Édition / Épreuve | Poursuite par équipes | Poursuite individuelle |
| Londres 2016      | Or                    |                        |
| Hong Kong 2017    | Or                    | Bronze                 |
| Apeldoorn 2018    | Or                    | Bronze                 |

### Coupe du monde
- 2015-2016
  - 2e de la poursuite par équipes à Cali
  - 3e de la poursuite par équipes à Hong Kong
- 2017-2018
  - 1re de la poursuite par équipes à Minsk (avec Jennifer Valente, Chloe Dygert et Kimberly Geist)
- 2018-2019
  - 2e de la poursuite par équipes à Londres

### Championnats panaméricains
- Santiago 2015
  -  Médaillée d'or de la poursuite par équipes (avec Jennifer Valente, Sarah Hammer et Ruth Winder).
  -  Médaillée d'argent de la poursuite individuelle.
- Aguascalientes 2016
  -  Médaillée d'or de la poursuite individuelle.
- Couva 2017
  -  Médaillée d'or de la poursuite individuelle.
- Aguascalientes 2018
  -  Médaillée d'or de la poursuite individuelle
  -  Médaillée d'or de la poursuite par équipes (avec Jennifer Valente, Kimberly Geist et Christina Birch).

### Jeux panaméricains
- Toronto 2015
  -  Médaillée d'argent de la poursuite par équipes

## Palmarès sur route
- 2013
  - 2e du championnat des États-Unis sur route juniors
  - 7e du championnat du monde du contre-la-montre juniors
  - 9e du championnat du monde sur route juniors
- 2014
  - 3e du Quad Cities Criterium
- 2015
  -  Médaillée d'or du contre-la-montre aux Jeux panaméricains
- 2017
  - 1re (contre-la-montre) et 2e étapes de la Tucson Bicycle Classic
- 2018
  - 2e du championnat des États-Unis du critérium.